# Paul Tillaux
Paul Jules Tillaux (Aunay-sur-Odon, Calvados, 8 de diciembre de 1834 - París, 20 de octubre de 1904) fue un cirujano y anatomista francés, profesor de la Facultad de Medicina de París, miembro y presidente de la Academia de medicina.

## Biografía
Fue elegido miembro titular de la Académie nationale de médecine el 8 de abril de 1879 y alcanzó la presidencia en 1904. A su muerte, fue inhumado en el cementerio del Père-Lachaise (92.º división).

## Trabajos científicos
En 1892, Tillaux dio la primera descripción de una fractura compleja rara de la tibia, la fractura de Salter-Harris tipo III. Descubrió por la práctica de la autopsia que las tensiones ejercidas en el ligamento tibiofibular anterior podrían conducir a este tipo de fractura por avulsión. Tillaux ha dado su nombre a esta fractura, que es única porque ocurre durante un período específico de la adolescencia, cuando la tasa de crecimiento de la epífisis comienza a divergir. La fractura de Tillaux no es fácil de distinguir y a veces se confunde con un esguince simple.
Tillaux también trabajó en la infección y la vacunación contra la rabia con Pasteur.
Por sus trabajos, recibió el premio Montyon en 1890.

## Epónimos

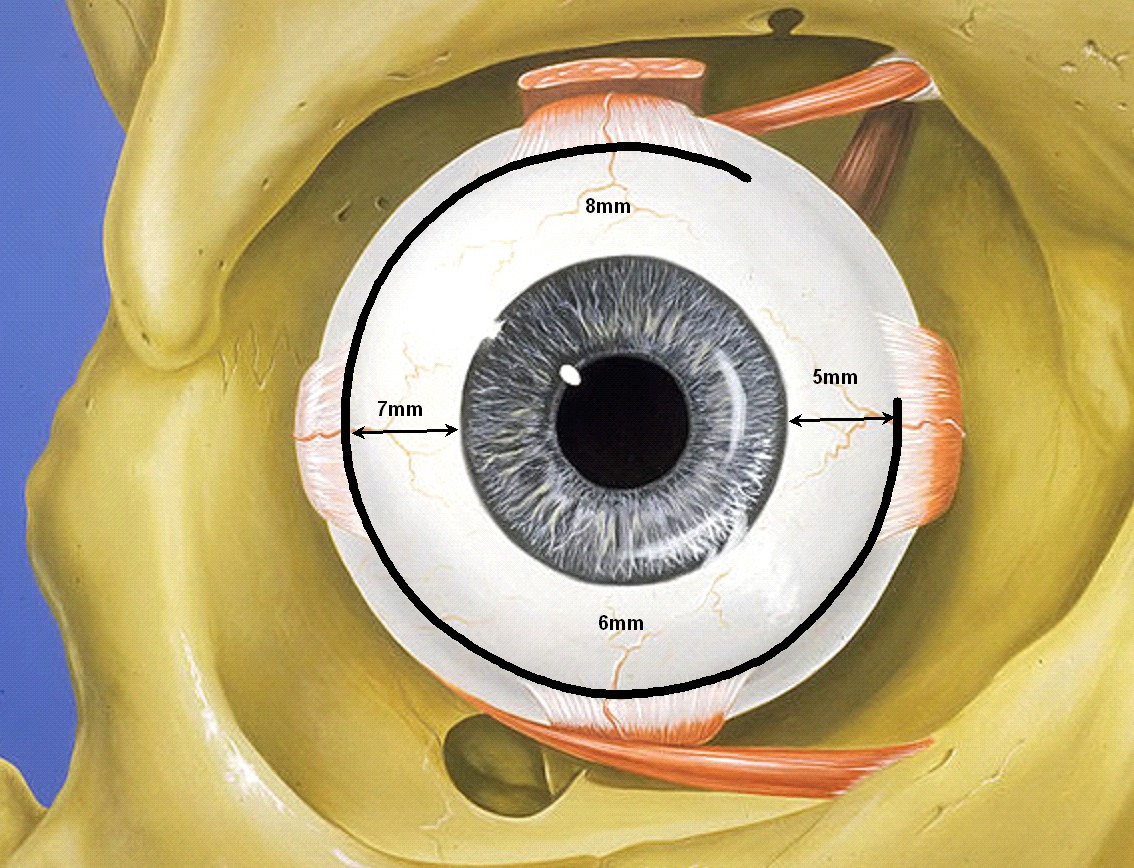
Espiral de Tillaux.

- Maniobra de Tillaux:[4] busca, por aducción del brazo, la fijación de un tumor del seno, firmando su adherencia a la pared.
- Signo de Tillaux: sensación de toque de piano con la palpación de la muñeca en caso de lesión de la muñeca.
- « Aïe crépitant » de Tillaux  : dolor y crepitación por encima del proceso radial de la apófisis durante los movimientos de la muñeca, firmando la Tenosinovitis.
- Tubérculo de Tillaux-Chaput.
- Triángulo de Tillaux: triángulo de los músculos suboccipitales (o triángulo de la arteria vertebral).
- Músculos extrínsecos del globo ocular, conocidos como espiral de Tillaux.
- Enfermedad de Tillaux y Phocas: Mastitis quística crónica o distrofia del seno, afección benigna y no inflamatoria.

## Obras

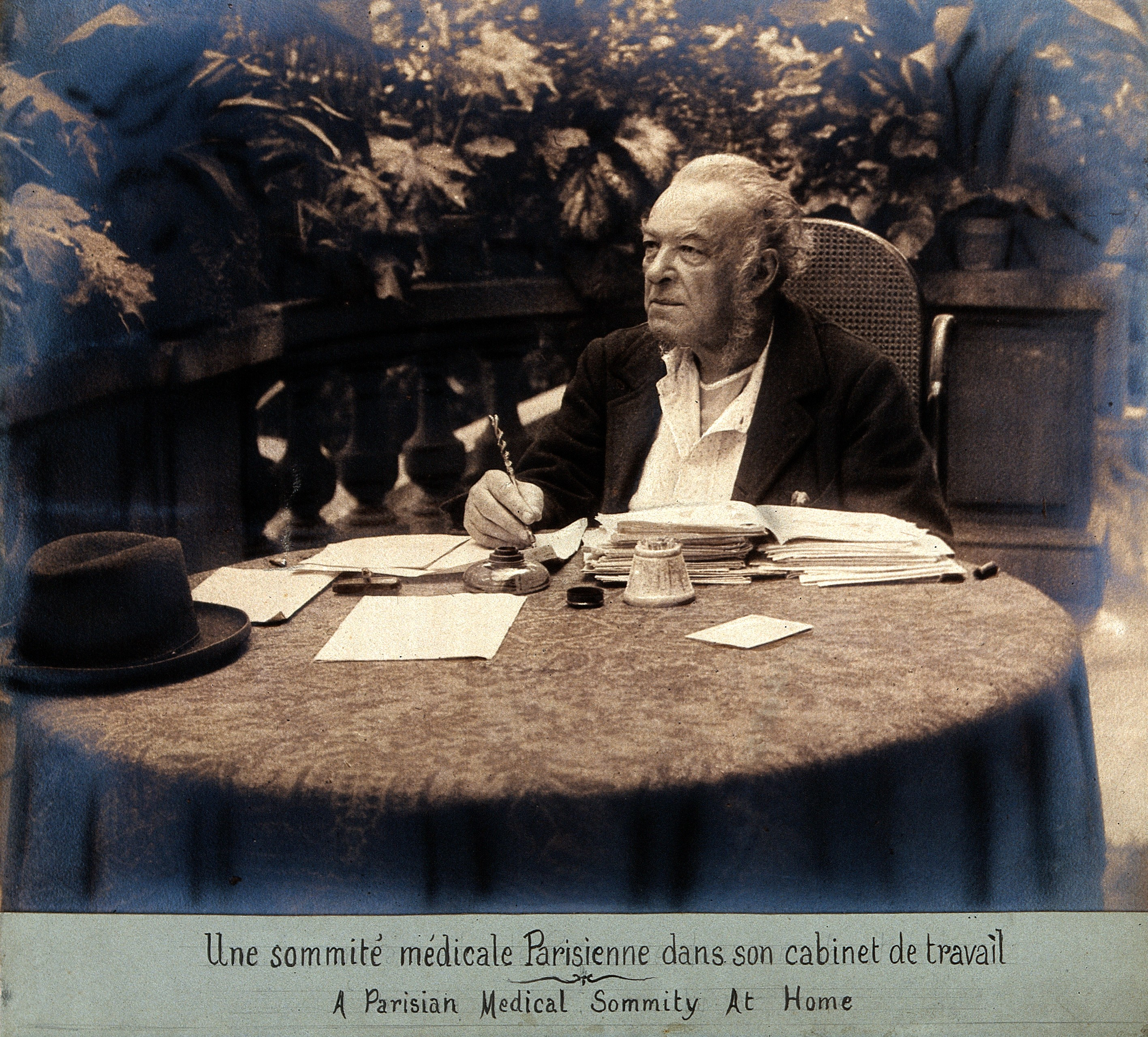
Paul Tillaux (una autoridad médica parisina en su estudio).

- Des conduits excréteurs des glandes sublinguale et lacrymale. Du rôle des sinus de la face. Tesis doctoral, 4 de febrero der 1862. Rignoux (París), 1862, Texto integral.
- De l'urétrotomie, [Concurso de cátedra, Facultad de medicina de París], impr. Remquet, Goupy et Cie : librairie Asselin (París), 1863, In-4°, 158 p.
- Des affections chirurgicales des nerfs, [Thèse de concours, cand. le Dr P. Tillaux, Paris, 4 de junio de 1866.
- De la Hernie inguino-interstitielle. Rôle du taxis dans cette hernie, typogr. de A. Hennuyer (Paris), 1871, In-8° , 11 p.
- Du Traitement chirurgical de l'ophthalmie sympathique. Nouveau procédé d'énucléation du globe de l'œil, typogr. de A. Hennuyer (Paris), 1872, In-8° , 15 p.
- Exposé des titres et travaux scientifiques de M. le docteur Tillaux', impr. de V. Goupy (Paris), 1872, In-4° , 24 p.
- Considérations sur le traitement de l'anévrysme diffus, typogr. de A. Hennuyer (Paris), 1873, In-8° , 16 p.
- Traité d'anatomie topographique, avec applications à la chirurgie, P. Asselin (Paris), 1879, 1 vol. (XIX-1060 p.) : fig. en n. et en coul. ; gr. in-8, disponible en Gallica.
- Exposé des titres de M. le Dr Tillaux candidat à la Chaire de pathologie externe vacante à la Faculté de médecine de Paris, Imprimerie Creté (Corbeil), 1884, Texte intégral.
- Leçon d'ouverture du cours de médecine opératoire. Histoire de la chaire de médecine opératoire à la Faculté de Paris,[Extrait de La Tribune médicale], Asselin et Houzeau (Paris), 1890, In-8° , 26 p.

## Bibliografía

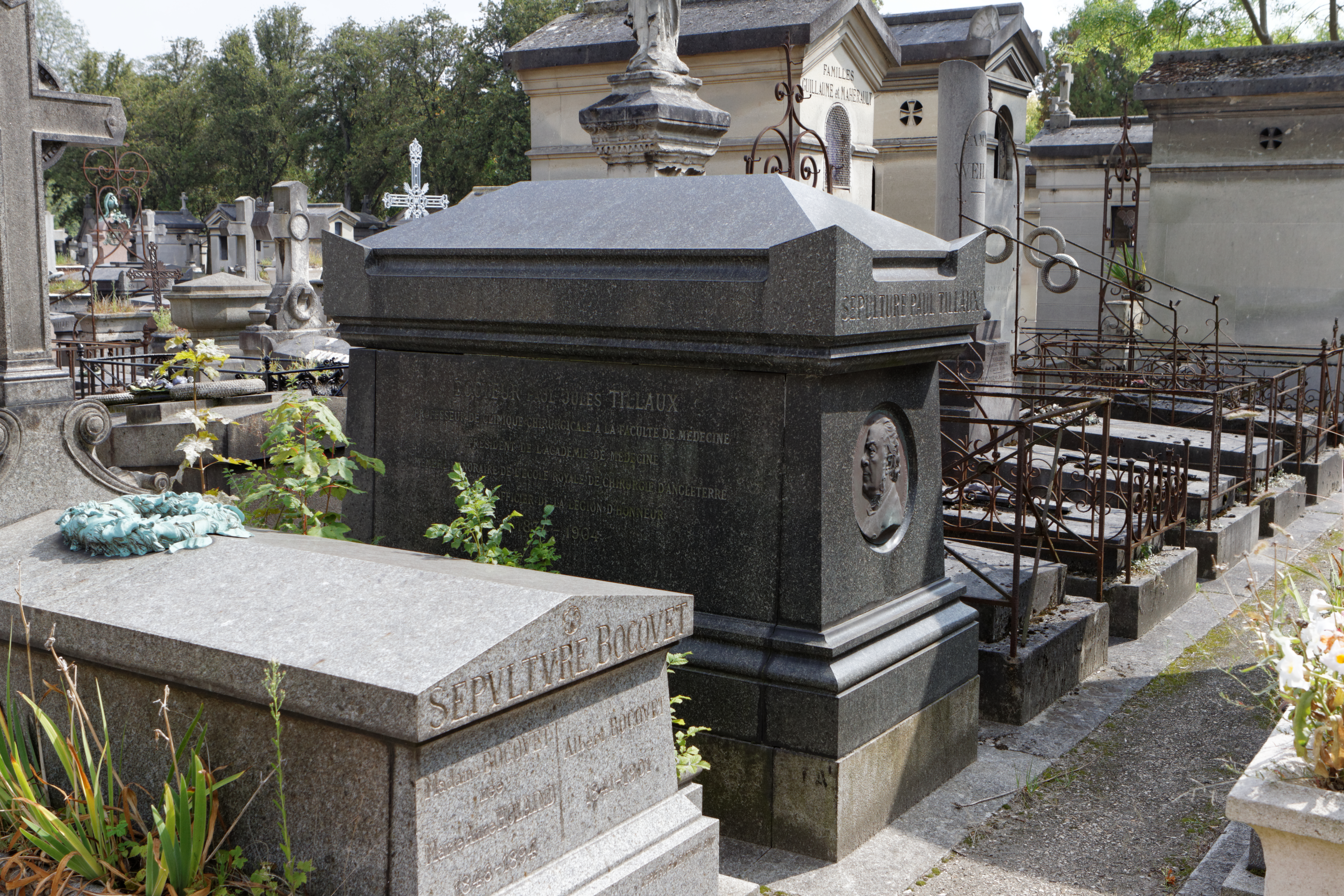
Tumba en el Cementerio del Père-Lachaise.